# Rossignol

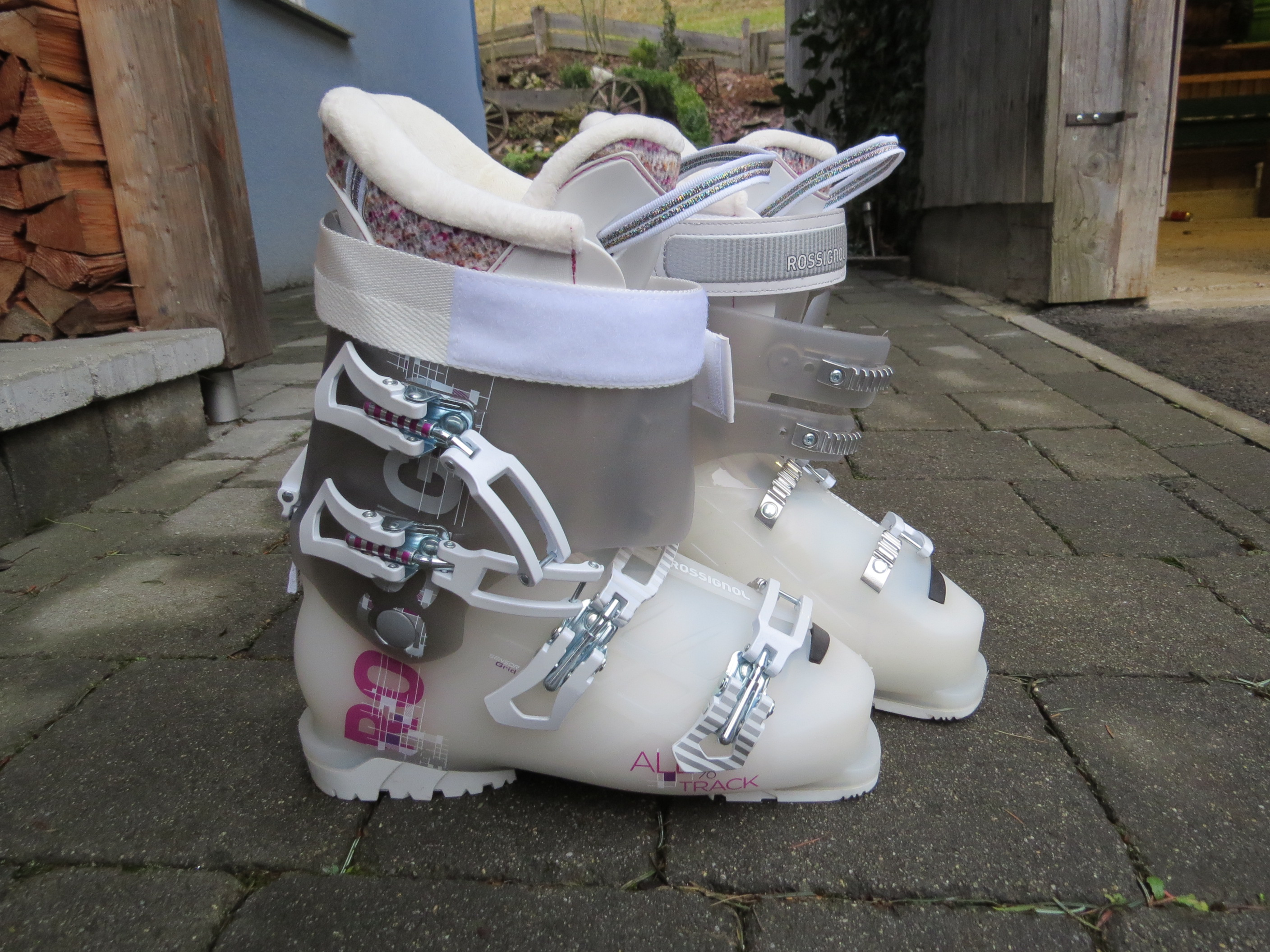
Rossignol, pjäxor.

Skis Rossignol S.A.S, vanligen Rossignol, är en sportutrustningstillverkare i Isère, Frankrike. Ägare, till 80 %, är den svenska finansgruppen Altor.
Rossignol grundades 1907 som ett textilföretag. Vid sidan av textiltillverkningen tillverkade man skidor. Under 1950-talet, då företaget köptes av Laurent Boix-Vives ändrade man inriktning och skidtillverkningen tog över. Ett genombrott kom vid de olympiska vinterspelen i Squaw Valley 1960. Rossignols framgångar har sedan dess fortsatt, och man var bland de första att börja tillverka plastskidor. Under 1980- och 1990-talet köpte man upp flera andra märken i branschen, bland annat bindningstillverkaren Look.
2005 köptes Rossignol av Quiksilver. 2008 såldes det vidare till en tidigare chef, Bruno Cercley.
Sedan 2013 ägs Rossignol Group av Altor och familjen Boix-Vives.
Namnet Rossignol betyder näktergal på franska.